# JavaOne

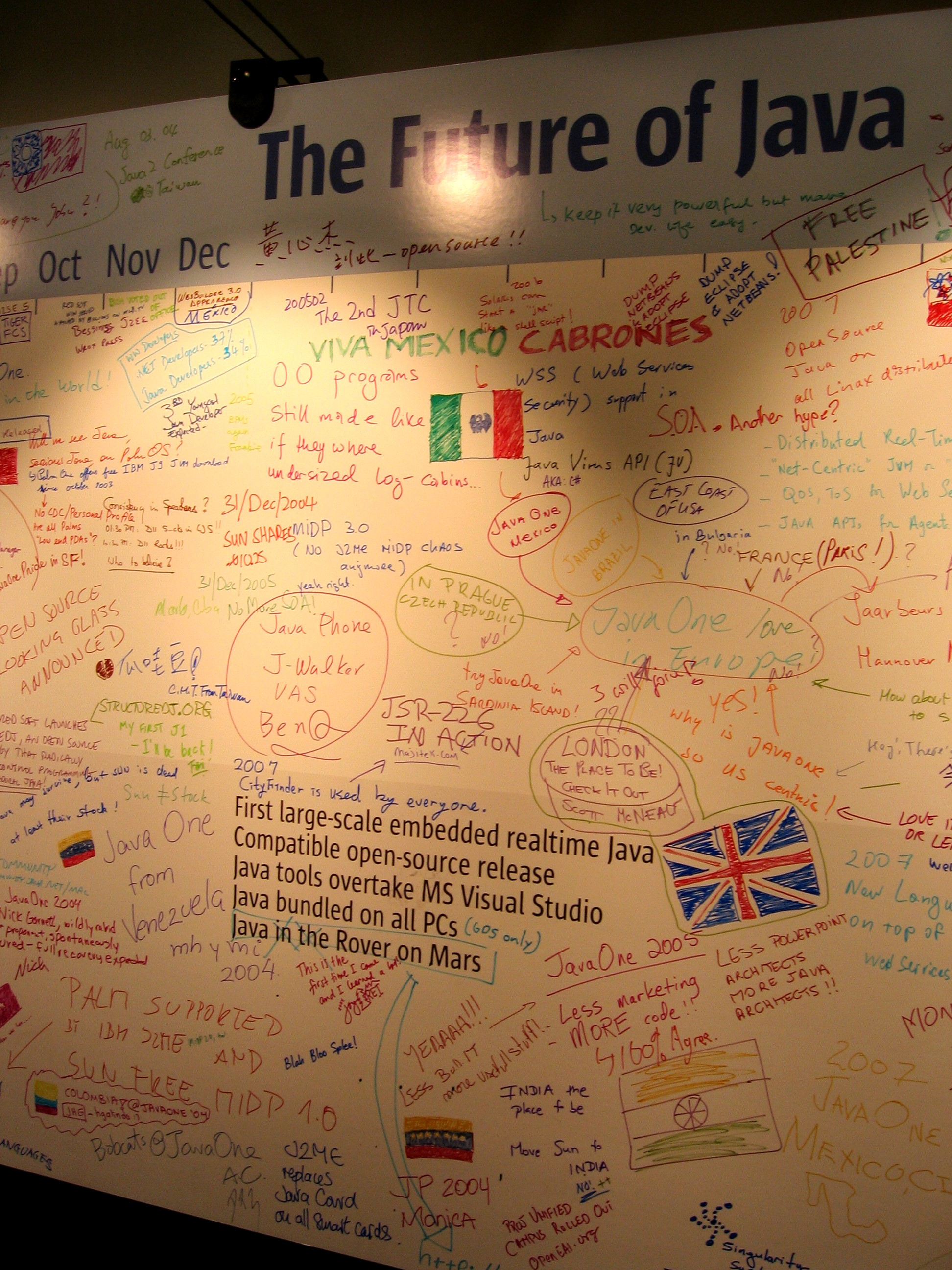
Účastníci na konferenci JavaOne 2004 popsal svou vizi budoucnosti Javy na tabuli.

JavaOne je každoroční konference, poprvé slavnostně zahájena v roce 1996 společností Sun Microsystems, kde se diskutuje o Java technologiích, především mezi vývojáři v jazyce Java. JavaOne se koná v San Franciscu v Kalifornii, obvykle od pondělí do čtvrtka.
Od roku 2007 do roku 2009 se konala související jednodenní akce CommunityOne, pro open-source komunitu vývojářů.